# To Beast or not to Beast
A To Beast Or Not To Beast a Lordi nevű finn hard rock-zenekar hatodik stúdióalbuma, amelyet 2012 őszén rögzítettek és 2013. március 1-jén adtak ki Európában, míg az USA-ban 2013. március 19-én

## Információk
Az album felvételei az előző dobos, Otus halála, valamit az előző billentyűs, Awa távozása után történtek. Ezáltal ez a zenekar első albuma, melyen a dobos pozíciót Mana, a billentyűs szerepét pedig Hella tölti be.
Az album megjelenése előtt az énekes, Mr. Lordi a zenekar fennállásának eddigi legagresszívabb albumaként jellemezte az anyagot, mivel Otus előtt szerettek volna tisztelegni, aki az efféle hangzásvilágot képviselte dobjátékával.
Az album első kislemezdala a The Riff című számhoz készült, melyhez videóklipet is készítettek Csehországban egy cseh playmate főszereplésével.
Az album utolsó száma az SCG6: Otus' Butcher Clinic az elhunyt dobos Párizsban felvett dobszólóját tartalmazza, ezzel is emléket állítva elhunyt szörnytársuknak.

## Az album dalai
| 1.    | We're Not Bad For The Kids (We're Worse) | 3:23 |
| 2.    | I Luv Ugly                               | 3:47 |
| 3.    | The Riff                                 | 3:44 |
| 4.    | Something Wicked This Way Comes          | 4:58 |
| 5.    | I'm The Best                             | 3:15 |
| 6.    | Horrifiction                             | 3:28 |
| 7.    | Happy New Fear                           | 4:45 |
| 8.    | Schizo Doll                              | 4:34 |
| 9.    | Candy For The Cannibal                   | 4:42 |
| 10.   | Sincerely With Love                      | 3:14 |
| 11.   | SCG6: Otus' Butcher Clinic               | 3:23 |
| 43:18 |                                          |      |

## Kislemezek az albumról
1. "The Riff" – 2013. február 8.
2. "Sincerely With Love" – 2014 (PROMO)

## Közreműködők
- Mr. Lordi – ének
- Amen – Gitár
- Mana – Dob
- OX – Basszusgitár
- Hella – Billentyűs hangszerek
- Otus – Dob az SCG6: Otus' Butcher Clinic című számban